# Frédéric Makowiecki
Frédéric Makowiecki (Arras, 22 november 1980) is een Frans autocoureur. In 2018 won hij de 24 uur van de Nürburgring.

## Carrière
Makowiecki begon zijn autosportcarrière in het karting in 1994. In 2000 stapte hij over naar het formuleracing en debuteerde hij in de B-klasse van het Franse Formule 3-kampioenschap. Hij werd vierde met vijf podiumfinishes en 124 punten.
In 2001 verliet Makowiecki de formulewagens en stapte hij over naar de GT-racerij, waar hij debuteerde in de GT Cup-klasse van het Franse GT-kampioenschap. Hij behaalde drie overwinningen en werd, samen met zijn teamgenoot Frédéric Dedours, tweede in de eindstand. In 2002 stapte hij over naar de hoofdklasse van het kampioenschap, waarin hij samen met Dedours vier podiums behaalde en elfde in het klassement werd.
In 2003 stapte Makowiecki over naar de Franse Porsche Carrera Cup. Hij reed in slechts vier races, maar behaalde hierin wel een overwinning en nog een podiumfinish. In 2004 reed hij een dubbel programma in de Franse GT en de Carrera Cup. In de Franse GT behaalde hij, samen met Dedours, zes overwinningen en werd hij gekroond tot kampioen in de klasse. In de Carrera Cup behaalde hij een overwinning en zeven andere podiumfinishes, waardoor hij derde in het kampioenschap werd. In 2005 reed hij enkel in de Franse GT, waarin hij met een zege zesde werd.
In 2006 werd Makowiecki achter Anthony Beltoise tweede in de Carrera Cup met een overwinning. In de Franse GT nam hij deel als gastcoureur en behaalde hij ook een zege. Tevens debuteerde hij in de FIA GT3, waar hij op positie 21 eindigde. In 2007 behaalde hij twee overwinningen in zowel de Carrera Cup als de Franse GT en eindigde respectievelijk als tweede en vijfde in de kampioenschappen. In de FIA GT3 behaalde hij zijn eerste podiumfinish en werd hij tiende in de eindstand. In 2008 werd hij vierde in de Carrera Cup met twee zeges en achtste in de Franse GT met een overwinning. In de FIA GT3 stond hij eenmaal op het podium, wat resulteerde in een tiende plaats in het klassement.
In 2009 behaalde Makowiecki drie zeges in de Carrera Cup, waarmee hij derde in de eindstand werd. In de Franse GT kende hij een moeilijk jaar, waarin hij slechts een podiumfinish behaalde en zeventiende in de eindstand werd. In de FIA GT3 behaalde hij met Manuel Rodrigues zijn eerste overwinning op de Adria International Raceway, waardoor hij als vierde in het kampioenschap eindigde.

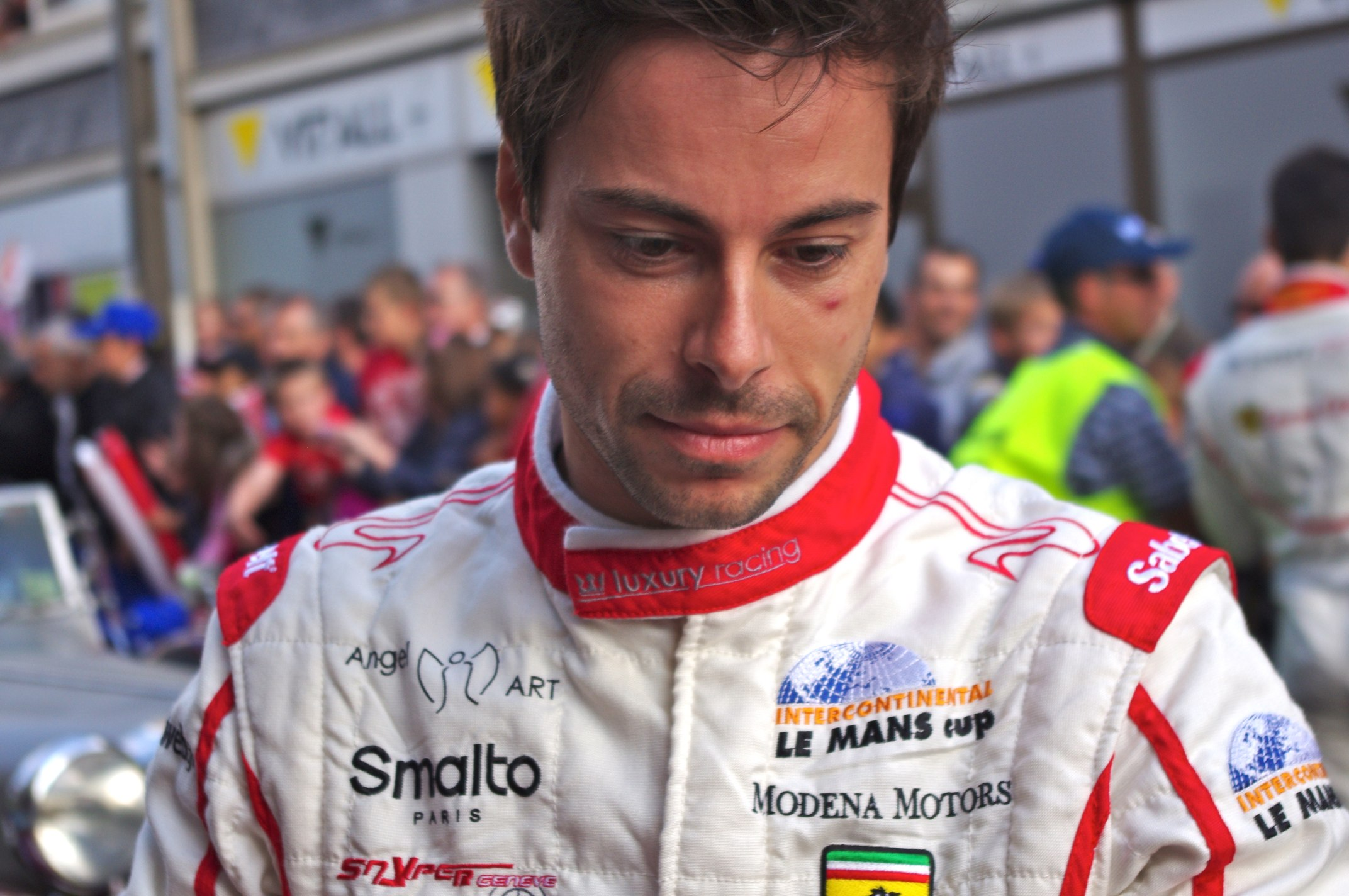
Frédéric Makowiecki tijdens de 24 uur van Le Mans in 2011.

In 2010 werd Makowiecki kampioen in de Franse Porsche Carrera Cup met zes overwinningen en vijf andere podiumplaatsen uit twaalf races. In de Franse GT reed hij slechts vijf races, maar behaalde hij wel een zege en twee andere podiumplaatsen. Tevens stapte hij over naar de FIA GT1, waar hij drie races won en derde in het klassement werd. In 2011 behaalde hij vier zeges in de FIA GT1, maar miste hij ook een groot aantal races, waardoor hij niet verder kwam dan de elfde plaats in de eindstand. Ook kwam hij uit in de nieuwe Blancpain Endurance Series, waarin hij tiende werd, en reed hij in het laatste seizoen van de Intercontinental Le Mans Cup. Hierdoor nam hij dat jaar voor het eerst deel aan de 24 uur van Le Mans, waarin hij samen met Stéphane Ortelli en Jaime Melo, Jr. voor Luxury Racing in de LMGTE Pro-klasse reed. Na 183 races moest de auto uitvallen.
In 2012 reed Makowiecki voor Hexis Racing in de FIA GT1, waar hij de auto met Stef Dusseldorp deelde. Hij won vijf races, waardoor hij met 144 punten tweede in de eindstand werd, met slechts een punt achterstand op de inschrijving van Marc Basseng en Markus Winkelhock. Ook reed hij dat jaar in de eerste drie races van de LMGTE Pro-klasse van het nieuwe FIA World Endurance Championship (WEC) voor Luxury Racing. Samen met Melo behaalde hij een podiumfinish in de 6 uur van Spa-Francorchamps. Tevens stond het duo, samen met Dominik Farnbacher, op het podium in de 24 uur van Le Mans.
In 2013 debuteerde Makowiecki in de Super GT, waarin hij voor Dome Racing de auto met Naoki Yamamoto deelde. Hij behaalde een overwinning op de Suzuka International Racing Course en werd met 56 punten vierde in het eindklassement. In het WEC reed hij in vijf van de acht races voor Aston Martin Racing, waarin hij zeges behaalde in de 6 uur van het Circuit of the Americas en de 6 uur van Fuji, waardoor hij met 73,5 punten negende in de eindstand werd.

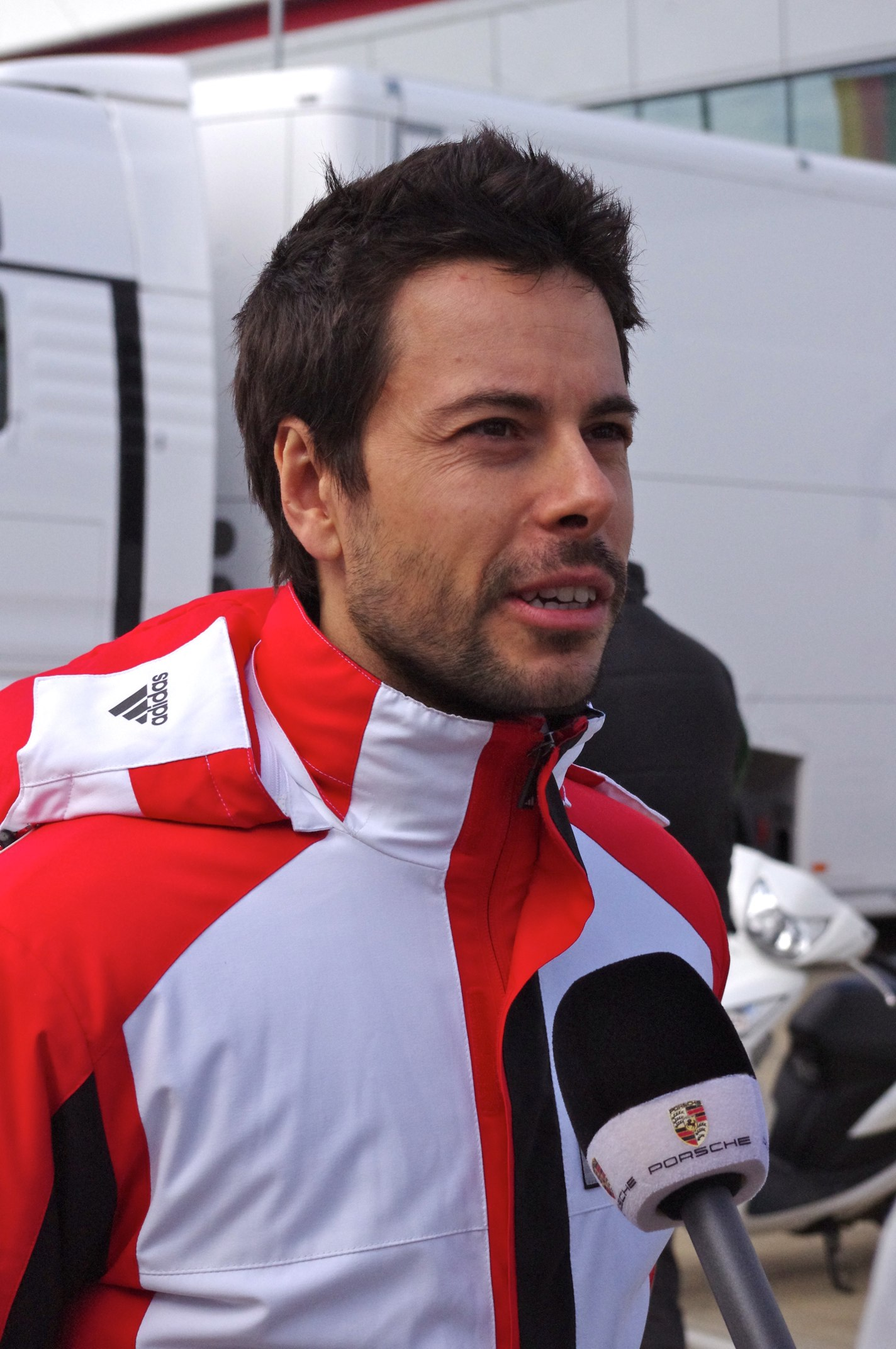
Frédéric Makowiecki in 2014.

In 2014 reed Makowiecki zijn eerste volledige seizoen in het WEC, waarin hij voor het Porsche Team Manthey de auto deelde met Marco Holzer in de eerste drie races en met Patrick Pilet in de rest van het seizoen. Ook trad Richard Lietz in twee races op als derde coureur. Hij won de 6 uur van Silverstone en de 6 uur van Shanghai en eindigde ook in de 24 uur van Le Mans, de 6 uur van het Circuit of the Americas en de 6 uur van São Paulo op het podium. Met 134,5 punten werd hij achter de inschrijving van Gianmaria Bruni en Toni Vilander tweede in de eindstand. Hiernaast nam hij deel aan vier Super GT-races, waarin hij samen met Yamamoto op de Fuji Speedway de race won en op Suzuka een podiumfinish behaalde.
In 2015 kwam Makowiecki met Pilet uit in het WEC, alhoewel laatstgenoemde eenmalig werd vervangen door Lietz. Hij won de seizoensfinale, de 6 uur van Bahrein, en behaalde podiumplaatsen in de 6 uur van Spa-Francorchamps, de 6 uur van de Nürburgring, de 6 uur van het Circuit of the Americas, de 6 uur van Fuji en de 6 uur van Shanghai. Met 118 punten werd hij vijfde in het eindklassement. Daarnaast nam hij deel aan vier races van het IMSA SportsCar Championship.
In 2016 reed Makowiecki een volledig seizoen in het IMSA-kampioenschap, waarin hij voor het team Porsche North America een auto deelde met Earl Bamber. Hij behaalde een overwinning op het Circuit of the Americas en stond daarnaast in nog vier andere races op het podium, waaronder in de 24 uur van Daytona en de 12 uur van Sebring, samen met Michael Christensen. Met 313 punten werd hij vierde in het kampioenschap.
In 2017 keerde Makowiecki terug in het WEC, waarin hij voor het Porsche GT Team de auto deelde met Lietz. Het duo behaalde zes podiumfinishes in de 6 uur van Silverstone, de 24 uur van Le Mans, de 6 uur van de Nürburgring, de 6 uur van Mexico-Stad, de 6 uur van Fuji en de 6 uur van Shanghai. Met 145 punten werden zij, achter de inschrijving van James Calado en Alessandro Pier Guidi, tweede in de eindstand. Tevens reed hij in de eerste twee races van de IMSA en behaalde hij hier met Pilet en Dirk Werner een podiumplaats in de 24 uur van Daytona.
In 2018 reed Makowiecki in de Intercontinental GT Challenge, waar hij de auto met Pilet en Werner deelde. Een vierde plaats in de seizoensfinale op Laguna Seca was zijn beste resultaat, waardoor hij met 22 punten twaalfde in de eindstand werd. Tevens won hij samen met Pilet en Nick Tandy de GTLM-klasse van zowel de 12 uur van Sebring en de Petit Le Mans in het IMSA-kampioenschap. In de 24 uur van Le Mans werd hij met Bruni en Lietz tweede in de LMGTE Pro-klasse. Verder won hij met Tandy, Pilet en Lietz de 24 uur van de Nürburgring.

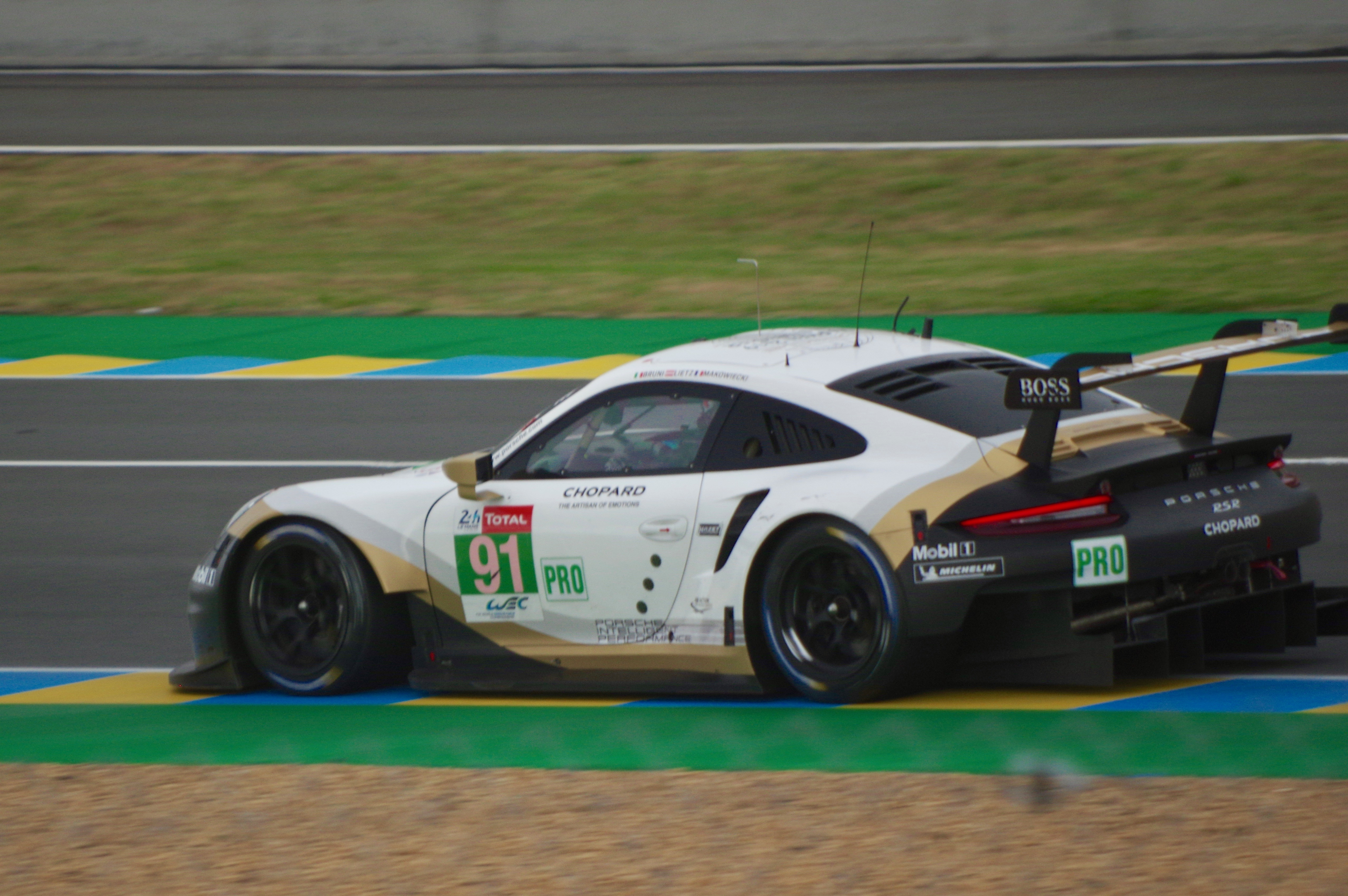
Frédéric Makowiecki tijdens de 24 uur van Le Mans in 2019.

In 2019 keerde Makowiecki terug naar de Super GT, waarin hij voor het team NDDP Racing with B-Max Racing de auto deelde met Kohei Hirate. Hij won de race op het Sportsland SUGO, maar eindigde in de rest van het seizoen niet op het podium, waardoor hij met 36 punten negende in het klassement werd. In het IMSA-kampioenschap won hij met Tandy en Pilet de 12 uur van Sebring in de GTLM-klasse. In de 24 uur van Le Mans werd hij met Bruni en Lietz wederom tweede in de LMGTE Pro-klasse.
In 2020 nam Makowiecki deel aan de GTLM-klasse van de IMSA SportsCar Challenge, waarin hij samen met Tandy voor het Porsche GT Team reed. Het duo behaalde twee overwinningen in de Petit Le Mans (gedeeld met Matt Campbell) en de 12 uur van Sebring (samen met Bamber) en stond daarnaast in vier andere races op het podium. Met 297 punten werden de twee vijfde in het eindklassement. Verder werd hij met Bruni en Lietz negende in de 24 uur van Le Mans, alhoewel zij vanaf pole position startten.
In 2021 reed Makowiecki niet in een volledig kampioenschap, maar nam hij wel deel aan drie WEC-races voor het Porsche GT Team, waar hij de auto deelde met Bruni en Lietz. Hij behaalde een podiumfinish in de 24 uur van Le Mans en werd vierde in zowel de 8 uur van Portimão en de 8 uur van Bahrein. Met 66 punten werd hij zesde in de eindstand. Verder nam hij deel aan de 24 uur van Spa-Francorchamps, de 24 uur van de Nürburgring en de Petit Le Mans. Ook in 2022 had hij geen vast racezitje en reed hij in twee WEC-races, waarin hij de 24 uur van Le Mans wist te winnen.
In 2023 stapte Makowiecki binnen het WEC over naar de Hypercar-klasse, waarin hij voor het nieuwe programma van Porsche ging rijden bij het team Porsche Penske Motorsport. Hij deelde hier de auto met Christensen en Dane Cameron. Twee vierde plaatsen in de 6 uur van Spa-Francorchamps en de 6 uur van Monza waren zijn beste resultaten, waardoor hij met 61 punten zevende in de eindstand werd. Ook reed hij in drie races van de GT World Challenge Europe Endurance Cup, de opvolger van de Blancpain Endurance Series, voor het team CLRT.